# گمینا ستراوچن
گمینا ستراوچن (به لهستانی:  Gmina Strawczyn) یک گمینا در لهستان است که در شهرستان کیلتسه واقع شده‌است. گمینا ستراوچن ۸۶٫۲۶ کیلومتر مربع مساحت و ۹٬۷۸۹ نفر جمعیت دارد.